# ヒン島
ヒン島（ヒンとう、ノルウェー語:Hinnøya、サーミ語:innasuolu）は、ノルウェー、ヴェステルオーレン諸島の島。スヴァールバル諸島を除くと、本土で最も大きな島である。人口31,851人（2006年）。島西部はヴェステルオーレン地区、南西部はロフォーテン地区に属する。最大の都市はハーシュタ。
島はトロムス県とヌールラン県に分かれている。島はいくつものフィヨルドに深くえぐられ、岩がちな山岳高原も含まれている。南部のモイサレン国立公園は、島最高峰のモイサレン山（1,262m）がある。北東のハーシュタ周辺は優良な農業地帯である。本土とはチェルドスンド橋（Tjeldsundbrua）でつながり、西はソートラン橋（Sortlandsbrua）によってラング島と、北はアン橋によってアン島とつながる。

## 地図

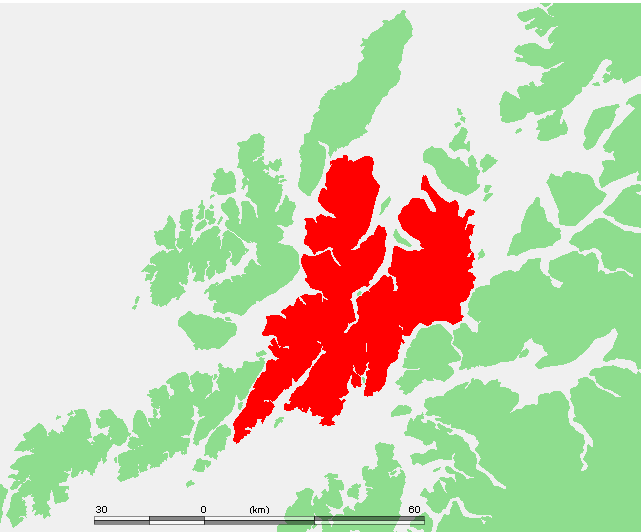
ヒン島の位置